# 간사이 텔레비전 방송
간사이 TV 방송(関西テレビ放送, Kansai Telecasting Corporation)는 간사이 광역권 3번째 민영방송사로 간사이 광역권에서 방송을 하고 있다.
약칭은 KTV, 칸테레(カンテレ)로 FNS·FNN 계열국이다. 호출부호는 JODX-DTV이며 산케이 신문 협력관계를 맺고있다.

## 연혁
- 1958년 2월 한큐 전철, 산케이 신문, 교토 신문, 교토 방송, 고베 신문, 고베 방송(현：라디오 간사이) 등이 출자해, 다이간사이TV 방송을 설립
- 1958년 7월 간사이 TV 방송으로 회사명 변경
- 1958년 8월 면허 획득(8 ch,콜사인：JODX-TV)
- 1958년 11월 22일텔레비전 본방송 개시.
- 1959년 3월 1일 도쿄에서 후지TV가 개국하면서 후지TV를 네트워크 중심국으로 하면서 후지TV와 나고야의 도카이 TV,후쿠오카의 규슈 아사히 방송과 프로그램 교환 협정을 체결한다.
- 1964년 9월 1일 컬러 텔레비전 방송 개시.(오사카 소재 방송국에서 3번째로 시작)
- 1966년 10월 뉴스 네트워크 FNN 가입.
- 1969년 10월 프로그램 네트워크 FNS 발족.
- 1970년 4월 FNS 완성.당시에는 27개 방송사가 가맹
- 1978년 10월 음성다중방송 개시
- 1986년 11월 문자다중방송(JODX-TCM) 개시.
- 1992년 3월 도쿄 키누타에 레몬 스튜디오 개설.
- 1995년 1월 17일 이 날 오전 5시 46분에 발생한 한신 · 아와지 대지진으로 인해 1월 19일까지 3일간 일반 프로그램을 전면 중단하고 CM 없이 장시간의 보도 특별 프로그램을 방송.
- 1997년 10월 1일 본사를 오사카 시 기타 구 니시템마에서 오기쵸 키즈 파크로 이전.(구 사옥은 계열회사가 입주)
- 2003년 12월 1일 오전 11시 지상파 디지털 텔레비전 방송 개시
- 2006년 4월 1일 원세그 방송 개시
- 2007년 4월 19일 자사에서 방송한 버라이어티 프로그램이 조작되었다는 사실이 밝혀졌기 때문에 일본 민간방송 연맹으로부터 제명당했다.
- 2008년 4월 17일 일본 민간 방송 연맹에 재입회하나 당분간 회원 활동 정지 취급을 받게 되었다.
- 2008년 10월 27일 일본 민간 방송 연맹에 공식적으로 복귀.
- 2011년 7월 24일 - 지상파 아날로그 텔레비전 방송 종료.
- 2015년 3월 30일 1964년부터 51년간 사용되어왔던 KTV의 로고를 8칸테레(8カンテレ), 약자도 칸테레(カンテレ)로 각각 변경.

## 네트워크 변천사
- 1958년 11월 22일 개국. 네트워크 중심 방송국인 후지 텔레비전이 개국할 때까지 3개월간 공백이 있었기 때문에, 자사 제작 프로그램을 중심으로 한 편성방침을 취했지만 라디오 도쿄(현·도쿄방송)의 프로그램도 일부 방송되고 있었다.
- 1959년 3월 1일 네트워크 중심 방송국인 후지 텔레비전이 개국하면서 후지 텔레비전의 프로그램을 중심으로 한 프로그램 편성방침을 취한다.동시에 후지 TV·도카이 TV·규슈 아사히 방송 3사와 함께 「프로그램 교류에 관한 협정서」를 체결한다. 그러나, 일부 후지 텔레비전 제작 프로그램은 아직 마이니치 방송에서 방송되고 있었다.
- 1960년 2월 1일 JNN에서 「5사 협정」이 발족함에 따라 라디오 도쿄 TV 제작 프로그램이 아사히 방송으로 이행(당시 아사히 방송은 JNN에 가맹)되는 동시에,마이니치 방송에서 방송되던 후지 TV 프로그램이 이행되면서 후지TV 완전가맹국이 되었다.
- 1964년 9월 1일 후쿠오카 지구의 네트워크 방송국이 규슈 아사히 방송에서 TV 니시닛폰으로 변경되면서 후지 TV·도카이 TV·TV 니시닛폰과 함께 「네트워크에 관한 업무 협정」(4사업무제휴)을 체결한다.
- 1966년 10월 FNN에 가맹.
- 1970년 4월 FNS에 가맹.
- 2007년 4월 19일 자사제작 버라리어티 프로그램의 정보날조로 인해 일본 민간방송 연맹으로부터 제명된다. 그러나, 후지 TV 측의 배려로 FNS 회원 활동 정지는 보류되었다.

## 보충서술
- 간사이 TV에서 제작하는 버라이어티 프로그램은 독립 UHF 방송국이나 후지 텔레비전 계열 BS디지털 방송국인 BS후지에서 많이 방송되기도 한다.
- 1999년 7월 1일 FNS 계열국중에서 마지막으로 사채광고 금지를 해금했다.(네트워크 중심방송국인 후지TV는 1999년 3월 1일 사채광고 금지를 해금했다.)
- 오사카에 있는 방송국 중 애니메이션 제작에 가장 소극적이다.(개국 당시부터 현재까지 간사이TV가 만든 애니메이션 작품은 3개밖에 없다.)
- 키국인 후지TV와의 사이가 좋지 않다.
- 자사에서 제작한 '발굴!있어있어 대사전2'에서 낫토가 다이어트에 효과가 있다고 방송했지만 연구결과 조작, 증거날조등의 사실이 밝혀지면서 일본 민간방송 협회에서 제명당하게 되었으나 2008년 4월 17일 일정한 제한조건을 받으면서 일본 민간방송 연맹에 복귀했다.

## 오사카부에 있는 다른 방송국

### 텔레비전 방송국
- NHK 오사카 방송국(라디오 겸영)
- 마이니치 방송(MBS)(TV는 도쿄 방송 계열, 라디오는 JRN&NRN계열)
- 아사히 방송(ABC)(TV는 TV 아사히 계열, 라디오는 JRN&NRN계열)
- 요미우리 TV 방송(ytv)(니혼 TV 계열)
- TV 오사카(TVO)(TV 도쿄계열, 오사카부만 방송구역)

### 라디오 방송국
- 오사카 방송(OBC, 애칭 라디오 오사카, NRN계열)
- FM 오사카(JFN 계열, 오사카부만 방송구역)
- FM802(JAPAN FM LEAGUE 계열, 오사카부만 방송구역)
- 간사이 인터미디어(MegaNet 계열, 간사이 지방 일부지역이 방송구역에 포함)